# Vera Zassúlitx
Vera Ivànovna Zassúlitx (rus: Ве́ра Ива́новна Засу́лич, gubèrnia de Smolensk, llavors Imperi Rus, 8 d'agost [C.J. 27 de juliol] de 1849-Petrograd, RSFSR, 8 de maig de 1919) fou una escriptora i revolucionària marxista russa, membre fundadora del grup Emancipació del Treball.

## Començaments
Va néixer en una noble família polonesa empobrida, el 8 d'agost [C.J. 27 de juliol] de 1849 al poble de Mikhailovka, districte de Gjatsk, llavors gubèrnia de Smolensk. Era la quarta filla del matrimoni format per Feoktista Mikhàilovna i Ivan Petróvitx Zassúlitx. La seva mare havia rebut una petita hisenda que no va saber gestionar i el seu pare era capità de l'exèrcit d'ascendència noble, però amb pocs recursos; tots dos s'havien casat el 1842. Son pare va caure en l'alcoholisme i va passar llargs períodes allunyat de la família fins a la seva mort, quan Zassúlitx només tenia tres anys. Després de la mort del pare, la mare va enviar tres de les seves filles, inclosa Vera, a viure amb familiars; Vera va anar a viure a pocs quilòmetres de la casa familiar, en una finca d'uns oncles, on va passar la major part de la seva infància i adolescència. No va ser un període feliç, com la mateixa Zassúlitx va reflectir en les seves memòries. Malgrat el seu intens desgrat per la institutriu de la família dels seus oncles, que també la va educar a ella, aquesta li va inculcar un interès per la literatura, el món de les idees i les cultures estrangeres que va mantenir tota la vida. També va aprendre alemany i francès, que li van ser de gran utilitat durant el seu posterior exili.
Durant la seva adolescència va adoptar una manera peculiar de vestir, indiferent a les aparences, que s'associava als nihilistes i que va mantenir durant tota la vida. El seu aspecte feia l'efecte als seus afins de convertir-la en la personificació de la lluita revolucionària. Durant la seva infància va desenvolupar a més una timidesa, reserva i dificultat per al tracte superficial que va conservar tota la vida. Els seus silencis sovint es van interpretar més endavant durant la seva carrera revolucionària com falta d'opinió sobre els assumptes tractats.
El 1866 la seva mare havia aconseguit reunir els diners suficients per enviar-la, juntament amb una de les seves germanes, a Moscou, per tal de rebre l'educació necessària per presentar-se als exàmens oficials per a institutrius, ofici que Zassúlitx llavors ja detestava. A Moscou, a més de la superficial formació oficial, va començar a llegir autors revolucionaris i d'altres ideologies. Les dues germanes van entrar en contacte amb els cercles revolucionaris moscovites per la seva germana gran, Iekaterina.
El 1867 es va graduar i va aprovar l'examen per convertir-se en mestra privada. En la tardor de l'any següent, es va traslladar a la capital amb sa mare, i va trobar feina com a ajudant d'un jutge de pau mentre continuava la seva formació de professora. A l'escola de mestres va conèixer Serguei Netxàiev, un revolucionari que la va presentar a alguns dels seus correligionaris polítics.

## Primeres activitats subversives, detencions i deportacions

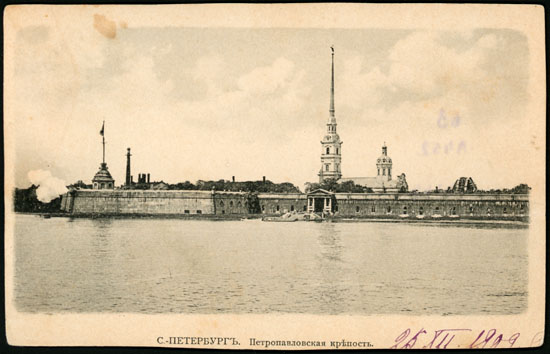
La fortalesa de Sant Pere i Sant Pau a Sant Petersburg, on Zassúlitx va passar un dels seus dos anys de presó sense càrrecs el 1870. El seu empresonament va accelerar la seva conversió en revolucionària

Netxàiev va partir a l'exili i va utilitzar Zassúlitx com a intermediària en la seva correspondència amb altres revolucionaris; va ser arrestada a Moscou juntament amb sa mare i una de les seves germanes el 30 d'abril [C.J. 12 de maig] de 1869, retornada a la capital i empresonada sense judici fins al maig de 1870. Va passar dos anys a la presó sense ser acusada formalment. El període de presó va convertir Zassúlitx de simpatitzant envers els revolucionaris, vistos per ella com a altruistes dedicats a millorar la instrucció i acabar amb la pobresa de la població, a persona involucrada en el moviment. Per a Zassúlitx, el seu període a la presó la va dur al convenciment de la necessitat d'acabar amb l'opressió i a identificar la seva vida amb la situació general de Rússia, que considerava com una enorme presó.
Al començament de 1870, va ser traslladada a la fortalesa de Sant Pere i Sant Pau, on va passar un altre any; va ser finalment acusada en el judici a Netxàiev, al març de 1871. Absolta, va ser alliberada immediatament. Pocs dies després, va ser detinguda novament i exiliada a l'óblast de Tver. Deportada amb 2 kopeks i el vestit que portava, sense família ni coneguts a la ciutat, va haver de viure diversos mesos de la caritat. Al juny de 1871 i gràcies a la intercessió de sa mare, se li va permetre de traslladar-se a la capital provincial, on residia una de les seves germanes i el seu cunyat. A l'estiu de 1872 va ser de nou arrestada i acusada, aquest cop de distribuir literatura prohibida a alguns estudiants. Fou exiliada a l'óblast de Kostromà. Al desembre de 1873, va ser traslladada a Khàrkiv, on va quedar sota vigilància policial, la qual cosa li va impedir de trobar feina com a llevadora i va tornar a patir penúries. A finals de 1875, se li va permetre tornar a Penza i més tard a la capital. Durant la seva estada de catorze mesos al sud de Rússia en aquesta dècada, es va dedicar a estendre la consciència revolucionària entre la pagesia. Durant aquest període va ser quan Zassúlitx va començar una relació amb Lev Deitx (Lev Deutsch) que va durar fins a la seva captura i enviament a Sibèria el 1884. També el 1876, va aprovar tot i que no va participar en el brutal intent d'assassinat d'un dels seus companys revolucionaris, del qual se sospitava que era un informador de la policia, tot i que no se'n tenien proves.

## L'atemptat contra Trépov i les seves conseqüències

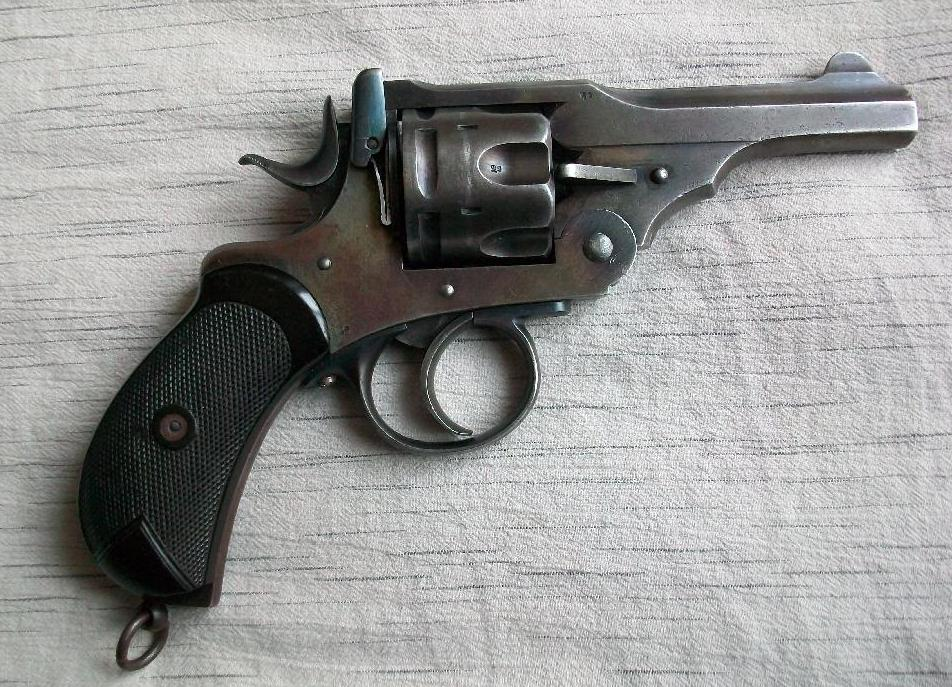
Revòlver de butxaca Webley Mark, conegut a Rússia com a "Bulldog". Zassúlitx duia un revòlver d'aquest tipus per cometre l'atemptat

Després de la delació del grup a la policia pel company torturat, que va perdre la vista i va quedar amb la cara deformada per l'atac dels seus correligionaris, el grup es va dispersar i Zassúlitx es va traslladar a Sant Petersburg al desembre de 1876 després de passar per Khàrkiv. A la capital es va unir a la recentment creada Terra i Llibertat (Zemlia i Volia), per a la qual va treballar com a tipògrafa. Durant una de les seves periòdiques visites a sa germana i al seu cunyat a Penza, es va assabentar, el juliol del 1877, de la flagel·lació d'Aleksei Bogoliúbov (pseudònim d'Arkhip Iemeliànov) als calabossos de Sant Petersburg. La seva reacció a la notícia la portaria a la fama internacional. Bogoliúbov era un estudiant que havia estat detingut el desembre de 1876 per trobar-se prop d'una manifestació davant la catedral de Kazan a Sant Petersburg; fou jutjat el gener de 1877 i condemnat a quinze anys de treballs forçats. Després d'haver apel·lat la sentència, es trobava als calabossos de Sant Petersburg quan va ser assotat al juliol. La causa de l'incident fou que el general Trépov, addicte a la disciplina i governador de la capital en aquell moment, va entendre que l'actitud de Bogoliúbov havia estat impertinent i va ordenar que el fuetegessin com a exemple i escarment. Aquesta conducta constituïa una violació de les lleis russes de l'època, que prohibien el càstig corporal.
El 5 de febrer [C.J. 24 de gener] de 1878 va atemptar contra el general Trépov, governador de Sant Petersburg, a qui va acusar d'haver maltractat un pres polític; va ser arrestada i jutjada pel tret contra el militar. S'havia presentat davant el governador fingint necessitar un certificat de bona conducta i va aconseguir ferir-lo a la pelvis amb el segon tret.
El judici es va celebrar en un jutjat civil a finals de març. Konstantín Palen, ministre de Justícia de l'època, recentment criticat per un judici polític, tractava d'evitar les connotacions polítiques de l'atemptat de Zassúlitx, però volia aconseguir la seva condemna, i va pressionar el jutge encarregat del cas, Anatoli Koni. Jutjada per un jurat (cosa il·legal pel seu tipus de delicte), va ser absolta després de l'encesa defensa del seu advocat, Piotr Aleksaàdrov, que va presentar el seu cas com un intent de justícia contra l'arbitrarietat de l'administració. Havien assistit importants personalitats, com ara diversos ministres o l'escriptor Fiódor Dostoievski, que va utilitzar el judici com a inspiració per a certs passatges d'Els germans Karamàzov. El seu judici va suposar una derrota per al govern, que va quedar desacreditat per la repressió política.
La seva absolució, però, va fer que el govern aprovés poc després una disposició per la qual els atacs a funcionaris públics quedaven exclosos dels judicis amb jurat. Els casos més greus van passar a dependre de consells de guerra. El seu atemptat no sols va comportar canvis en la forma de jutjar els casos de subversió i una humiliació per al govern, sinó que va suposar el començament de la campanya de terrorisme contra l'administració autocràtica tsarista, i la fundació, el 1879, de la principal organització revolucionària russa, Naródnaia Vólia ('Voluntat Popular').
L'endemà, després de la publicació de la sentència, aquesta va ser apel·lada, i la policia va emetre una ordre per capturar Zassúlitx, però s'ho va manegar per escapar a una casa de seguretat, i aviat, per evitar una nova detenció, va ser traslladada, amb l'ajuda de certs membres de Terra i Llibertat, a Suïssa, on es va instal·lar acompanyada d'un veterà revolucionari.  Modesta i tímida, va començar en aquells dies el seu costum de passar temporades en soledat al camp, un costum que va mantenir la resta de la seva vida. Cada cop més oposada al terrorisme, va tornar a Rússia clandestinament a finals de l'estiu de 1879 i poc després Terra i Llibertat es va dissoldre per les seves dissensions internes.
Durant aquests primers temps, Zassúlitx pertanyia al grup Repartició Negra, un dels grups polítics sorgits de Terra i Llibertat, minoritari enfront de Naródnaia Vólia, però que tenia com a membres destacats revolucionaris, que més tard es convertirien en socialdemòcrates (Plekhànov, Akselrod...). Aquest grup s'oposava als seus antics companys, que havien optat per centrar-se en el terrorisme com a mètode per acabar amb l'autocràcia del tsar i seguien defensant com a alternativa l'agitació de la pagesia. El seu exili juntament amb el de destacats membres del grup va debilitar encara més l'organització al país. No va tornar a Rússia de manera legal fins a l'amnistia de 1905, però el 1899 va aconseguir entrar il·legalment a Rússia amb un passaport de Bulgària a nom de Veliki Dmítrieva. Va utilitzar aquest nom per publicar els seus articles, i va establir contacte amb els grups socialdemòcrates locals a Rússia. A Sant Petersburg, es va reunir amb Lenin.

## Exili i el grup Emancipació del Treball

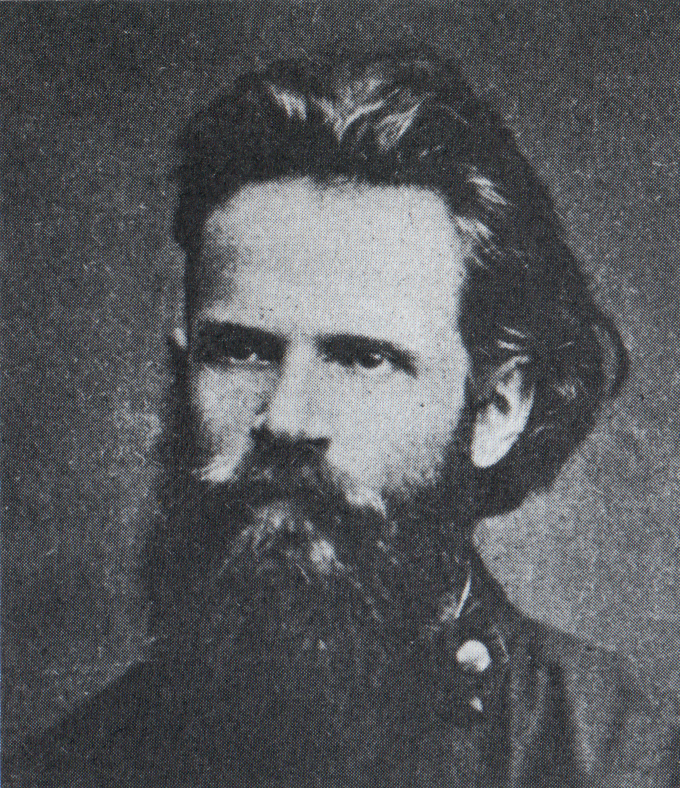
Lev Deitx (o Deustch), parella de Zassúlitx, va ser detingut a Alemanya i deportat a Rússia el 1884 quan realitzava una missió per al grup Emancipació del Treball

Es va establir a Suïssa. Al començament de la dècada de 1880, com altres exiliats, va abandonar el seu anterior populisme i es va convertir al marxisme. Abans va participar en els infructuosos intents de reconstituir Terra i Llibertat. El setembre del 1883, va participar en la formació del grup Emancipació del Treball, una agrupació marxista dedicada a la redacció i traducció d'obres socialistes. Fins al 1890 va sostenir la importància de la comuna russa en la futura revolució, actitud que Engels va exalçar però que van rebutjar els seus col·legues del grup. A partir de llavors, va adoptar l'opinió comuna de Plekhànov i Akselrod d'una revolució basada en el proletariat urbà després d'un període de desenvolupament capitalista, una cop aquell desenvolupés la seva consciència de classe. Aquesta convicció de la necessitat que la revolució la realitzés el mateix proletariat la portaria més tard a oposar-se a la Revolució d'Octubre, en considerar-la prematura.
A diferència de Plekhànov, va conservar bones relacions amb altres revolucionaris que no es van convertir al marxisme, cosa que va portar al fet que se la triés a vegades com a representant en activitats cerimonials de tot el moviment revolucionari rus.
Molt reservada i lenta en la redacció de les seves obres, de vegades va ser subestimada pels seus col·laboradors en la seva capacitat d'anàlisi. Menys dotada que Plekhànov per a l'anàlisi teòrica, que Akselrod en l'organització dels socialistes russos o que Lenin en el debat, va aportar la seva gran sensibilitat cap a temes morals en el socialisme rus. La combinació del talent dels tres, però, va donar una importància al grup desproporcionada respecte al nombre dels seus components. L'arrest al febrer de 1884 de Lev Deutsch, la seva parella, va deprimir Zasúlitx que, freqüentment malalta i ja de per si lenta escriptora, va deixar en mans de Plekhànov i Akselrod la major part de la producció literària del grup. Ja en el seu període rus i més tard a l'exili, Zassúlitx va quedar influenciada i sotmesa al criteri de Plekhànov, considerat el pare del marxisme rus i brillant teòric, tot i que irascible i arrogant. Zasúlitx adorava Plekhànov, però era conscient dels seus defectes.
El 1881 va escriure a Marx per sol·licitar la seva opinió sobre la correcció de la suposició dels populistes russos que la comuna russa seria la base del futur socialisme. Marx li va respondre amb ambigüitat. Gairebé al mateix temps, l'assassinat del tsar Alexandre II pels terroristes de Naródnaia Vólia li va fer sospesar la possibilitat de tornar a Rússia, malgrat el seu convenciment de la inutilitat de l'acte. La repressió del govern, que va detenir els implicats en el regicidi, va fer que en rebutgés la idea i es resignés a romandre a l'exili.
Com la resta del Grup, va viure amb gran estretor a l'exili i va haver d'acceptar treballs sense relació amb la tasca revolucionària per poder sobreviure; en la segona meitat de la dècada del 1880, va començar a acceptar donatius -en forma de préstecs que no podia tornar- del també revolucionari Serguei Kravtxinski. La seva mala salut, que arrossegava des del període carcerari, a l'exili va empitjorar; el 1889 va contreure tuberculosi mentre tenia cura de Plekhànov, afectat també de la malaltia. Mal tractada, la malaltia mai no va quedar erradicada.
Vivia als afores de Ginebra, lluny dels cafès on es congregaven els exiliats russos amb les seves disputes i amb prou feines abandonava el seu allotjament per visitar els Plekhànov o per veure algun visitant interessat a conèixer en persona l'atacant de Trépov.
El 1889 va seguir Plekhànov al seu exili a França, després de ser expulsat de Suïssa, i va passar en aquell país els cinc anys següents. El 1894 els dos van ser expulsats de França i van passar a Gran Bretanya. Zassúlitx va romandre a Gran Bretanya fins a la primavera de 1897, encantada amb les instal·lacions del Museu Britànic, tot i haver tornat Plekhànov ja abans a Suïssa.
Davant la fam de 1891, va tractar de formar una organització d'ajuda als pagesos que agrupés els diversos corrents revolucionaris, amb poc d'èxit. Malgrat les seves dures crítiques als populistes el 1890, el 1892 es va mostrar novament disposada a col·laborar amb ells per tractar d'alleujar les privacions dels camperols.
Resident a Gran Bretanya des de 1894, va poder observar l'evolució d'una societat capitalista desenvolupada i els esdeveniments que van portar a Eduard Bernstein a posar en dubte la teoria marxista a finals de la dècada del 1890 i a fundar el corrent revisionista.

## Ideologia
La seva concepció de l'ideal socialista consistia, en essència, a considerar-lo el model que podria produir el major bé al major nombre de persones, una mena d'altruisme. Sobre la naturalesa del futur partit socialdemòcrata, i a diferència de Plekhànov i Akselrod, que el consideraven una expressió del proletariat urbà i un mitjà per augmentar la seva consciència de classe, o de Lenin, que el concebia com una associació de revolucionaris professionals lliurats al que consideraven els interessos de la classe obrera, Zassúlitx el considerava com una associació d'individus que quedaven moralment purificats per la seva pertinença a l'organització. La millora moral dels individus reunits en el moviment servia, al seu parer, com a prova fefaent de la superioritat del socialisme. El sacrifici i dedicació dels socialistes havien de servir com a model de les qualitats que s'estendrien un cop assolit l'ideal. El partit es convertia en una societat perfeccionada en miniatura.
Fou la primera persona a escriure una biografia en rus de Voltaire i també va escriure una biografia de Rousseau (1896) i una història de la Primera Internacional.
Durant la seva estada a Gran Bretanya, va tractar de demanar el suport dels laboristes per aprovar resolucions en suport als vaguistes russos de Sant Petersburg el 1896. Va participar juntament amb altres membres del grup i figures socialdemòcrates russes en el quart congrés de la Internacional Socialista.
El 1900 va realitzar una visita clandestina a Rússia per tractar de diversos assumptes amb Lenin, Màrtov i Potréssov.

## El cisma socialdemòcrata
Va ser membre editora d'Iskra ('L'Espurna') i Zarià, rus: Заря ('Alba'). La seva influència en la primera publicació va ser, però, escassa. Després de la divisió del Partit Obrer Socialdemòcrata Rus en dues fraccions, menxevic i bolxevic, es va unir a la primera. Després de 1900, però, la seva tuberculosi, que havia empitjorat, li va impedir d'implicar-se en els temes més rellevants del moment, i quedà més com una icona revolucionària que com una contribuent als debats del moment.
La seva postura sobre la naturalesa del partit, que va tractar en nombroses ocasions de mantenir unit, consistia a defensar la seva transformació d'una agrupació de revolucionaris d'origen burgès en una organització de masses controlada pel proletariat, única forma d'aconseguir la revolució. En una carta a Friedrich Engels el 1890, aclaria la seva opinió sobre la tasca dels intel·lectuals burgesos en el moviment socialista:
| « | La nostra tasca és dedicar-nos incondicionalment a propagar el socialisme revolucionari, els principis del marxisme, i aclarir la confusió ideològica present, molt perjudicial per al moviment... | » |

Després d'un període en el qual els intel·lectuals guiarien el proletariat, més tard, en vigílies de la revolució, els papers s'intercanviarien, i aquest prendria la direcció del moviment. La seva postura rebutjava qualsevol temptació de «jacobinisme», i s'oposava a la formació d'un partit elitista i centralitzat més enllà del temps necessari per a la repressió del règim tsarista. La seva postura coincidia amb la d'Akselrod en la primacia de les masses obreres en la revolució enfront de la colpista de Lenin i, a vegades, a la de Plekhànov.
Durant el Segon Congrés del Partit Obrer Socialdemòcrata Rus, va ser expulsada de la junta editorial d'Iskra juntament amb Aleksandr Potréssov i Pàvel Akselrod, per par de Lenin, gràcies a la majoria mínima que havia aconseguit al congrés, a causa de la retirada d'alguns delegats. El novembre de 1903, va tornar a la junta editora d'Iskra per la ruptura entre Plekhànov i Lenin i el suport del primer al retorn dels antics editors, fet que va comportar la renúncia de Lenin.
La seva oposició a la indefinida preeminència de la intel·lectualitat en el moviment revolucionari i l'autoritarisme en el partit la va portar a condemnar el leninisme ja el 1904. La seva ruptura amb aquest fou posterior a un període de gran admiració mútua.
Durant la Revolució russa de 1905 va tornar a Rússia.
Va defensar la transformació de l'organització clandestina del moviment en un partit polític de masses, postura condemnada per Lenin i Plekhànov com a «liquidacionisme». Per a aquests, el canvi suposaria la desaparició de l'organització, mentre que per als seus defensors, entre ells Zassúlitx, consistia en convertir-la en una agrupació veritablement obrera.

## El període revolucionari

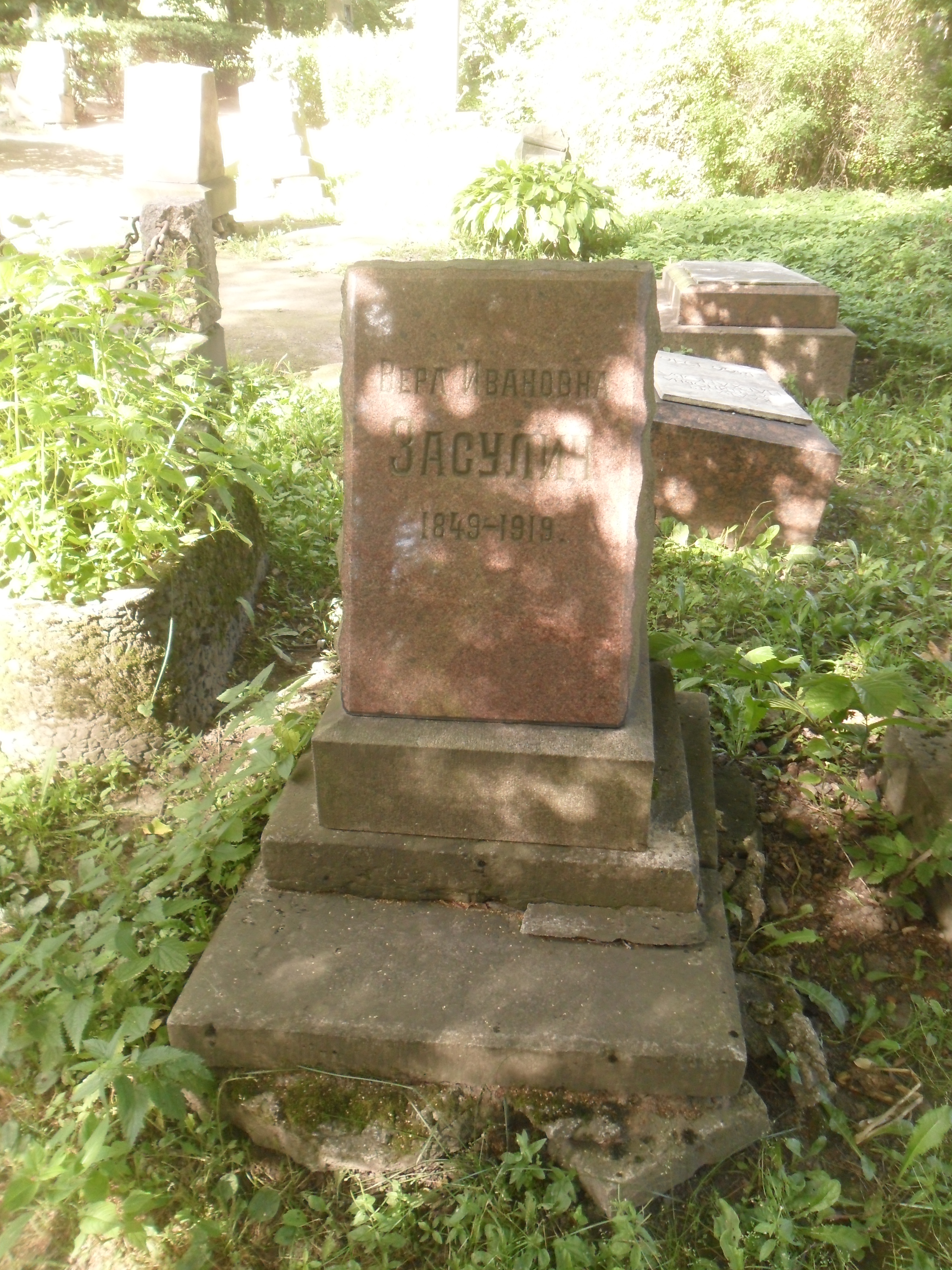
Tomba de Zassúlitx al cementiri Vólkvovo de Sant Petersburg

El 1917 va formar part de l'agrupació de Gueorgui Plekhànov, Iedintsvo, rus: Единство ('Unitat'). Es va oposar a la Revolució d'Octubre en la qual els bolxevics van prendre el poder al país. Va defensar el manteniment d'un sistema mitjanament democràtic que, segons ella, havia d'evitar que el nou govern degenerés en una tirania. Greument malalta, fins a l'última hora va escriure les seves memòries, publicades pòstumament.
Va morir el 1919 a causa d'una pneumònia i va ser enterrada al cementiri Vólkovo de Sant Petersburg. A diferència d'altres revolucionaris amb els quals va col·laborar, com ara Lenin o Plekhànov, Zassúlitx no va crear una doctrina associada al seu nom, no va crear partit propi ni va tenir seguidors, i se la considera una figura menor dins del moviment revolucionari rus.

## Crítiques dels seus contemporanis
Lev Tikhomírov, figura pública russa, a Naródnaia Vólia:
| « | Ella tenia l'aspecte d'un autèntic nihilista pura sang: bruta, descurada, esparracada, amb les sabates trencades, si no descalça. Però en la seva ànima tenia or, era neta i brillant, extremadament sincera. Zassúlitx tenia una bona ment, potser no gaire destacada, però era sana i independent. Llegia molt, i xerrar amb ella era tot un plaer. | » |

La justificació de Zassúlitx en l'intent d'assassinat del general Trépov va provocar la ràpida aprovació de la societat russa liberal i la condemna dels cercles conservadors.
El príncep Vladímir Mesxerski sobre el judici de Vera Zassúlitx el 1878:
| « | La justificació de Zassúlitx es va produir com si d'un terrible malson es tractés. Ningú no podia entendre la forma en què podia tenir lloc, a la sala d'audiències d'un imperi autocràtic, una terrible burla tant dels servidors públics com de les més altes instàncies, i una celebració tan descarada de la sedició. | » |

Oscar Wilde va dedicar a Zassúlitx una obra de teatre: Vera; o els nihilistes (1880).
Lev Trotski afirmà: "Zassúlitx era una persona especial i tenia un encant especial." Segons ell, "es va mantenir fins al final com una intel·lectual radical a qui el destí ha sotmès a una inoculació marxista".